# آتیا، ساراگوسا
آتیا، ساراگوسا (به اسپانیایی: Atea) یک دهستان در اسپانیا است که در Campo de Daroca واقع شده‌است. آتیا ۳۴٫۶۸ کیلومتر مربع مساحت و ۱۲۵ نفر جمعیت دارد و ۸۴۲ متر بالاتر از سطح دریا واقع شده‌است.